# Атгхария
Атгхария (бенг. আটঘোরিয়া, англ. Atgharia) — город на северо-западе Бангладеш, административный центр одноимённого подокруга. Площадь города равна 5,93 км². По данным переписи 2001 года, в городе проживало 5164 человека, из которых мужчины составляли 50,37 %, женщины — соответственно 49,63 %. Плотность населения равнялась 871 чел. на 1 км². Уровень грамотности населения составлял 23,09 % (при среднем по Бангладеш показателе 43,1 %).